# Кубок Чехії з футболу 2002—2003
Кубок Чехії з футболу 2002–2003 — 10-й розіграш кубкового футбольного турніру в Чехії. Титул вперше здобув Тепліце.

## Календар
| Раунд            | Дата                      | Матчі | Клуби     |
| ---------------- | ------------------------- | ----- | --------- |
| Попередній раунд | літо 2002                 | 22    | 134 → 112 |
| Перший раунд     | літо 2002                 | 48    | 112 → 64  |
| 1/32 фіналу      | 23 липня - 4 вересня 2002 | 32    | 64 → 32   |
| 1/16 фіналу      | 10-11 вересня 2002        | 16    | 32 → 16   |
| 1/8 фіналу       | 9-10 квітня 2003          | 8     | 16 → 8    |
| 1/4 фіналу       | 16-17 квітня 2003         | 4     | 8 → 4     |
| 1/2 фіналу       | 7 травня 2003             | 2     | 4 → 2     |
| Фінал            | 27 травня 2003            | 1     | 2 → 1     |

## 1/16 фіналу
| Команда 1                  | Рахунок      | Команда 2            |
| -------------------------- | ------------ | -------------------- |
| 10 вересня 2002            |              |                      |
| Долні-Коуніце              | 0:3          | Слован (Ліберець)    |
| Татран (Пошторна)          | 1:2          | Тескома (Злін)       |
| ГФК Оломоуць               | 1:0          | Градець-Кралове      |
| Куновіце                   | 0:2          | Брно                 |
| Стржижков                  | 0:4          | Маріла (Пржибрам)    |
| Татран (Прахатіце)         | 0:0 пен. 4:2 | Богеміанс (Прага)    |
| Ганацка Славія (Кромержиж) | 0:3          | Тепліце              |
| Вітковіце                  | 3:2          | Синот (Старе Место)  |
| Вікторія (Пльзень)         | 0:0 пен. 2:3 | СК Чеське Будейовіце |
| Пардубиці                  | 1:2          | Спарта (Прага)       |
| 11 вересня 2002            |              |                      |
| МУС Мост                   | 1:1 пен. 4:5 | Вікторія Жижков      |
| Світави                    | 2:5          | Славія (Прага)       |
| Роудніце-над-Лабем         | 0:4          | Яблонець             |
| Драгун (Бржевнов)          | 0:2          | Хомутов              |
| Граніце                    | 0:2          | Сігма (Оломоуць)     |
| Глучин                     | 1:4          | Банік (Острава)      |

## 1/8 фіналу
| Команда 1          | Рахунок | Команда 2            |
| ------------------ | ------- | -------------------- |
| 9 квітня 2003      |         |                      |
| Слован (Ліберець)  | 0:2     | Тескома (Злін)       |
| ГФК Оломоуць       | 0:2     | Славія (Прага)       |
| Яблонець           | 2:1     | Брно                 |
| Татран (Прахатіце) | 0:3     | Маріла (Пржибрам)    |
| Вітковіце          | 0:2     | Банік (Острава)      |
| Спарта (Прага)     | 0:4     | СК Чеське Будейовіце |
| 10 квітня 2003     |         |                      |
| Хомутов            | 1:3     | Вікторія Жижков      |
| Тепліце            | 1:0     | Сігма (Оломоуць)     |

## 1/4 фіналу
| Команда 1            | Рахунок | Команда 2         |
| -------------------- | ------- | ----------------- |
| 16 квітня 2003       |         |                   |
| Банік (Острава)      | 0:2     | Тескома (Злін)    |
| Тепліце              | 3:0     | Славія (Прага)    |
| 17 квітня 2003       |         |                   |
| Вікторія Жижков      | 2:4     | Яблонець          |
| СК Чеське Будейовіце | 3:1     | Маріла (Пржибрам) |

## 1/2 фіналу
| Команда 1            | Рахунок      | Команда 2 |
| -------------------- | ------------ | --------- |
| 7 травня 2003        |              |           |
| Тескома (Злін)       | 1:1 пен. 4:5 | Яблонець  |
| СК Чеське Будейовіце | 0:0 пен. 4:5 | Тепліце   |

## Фінал
| 27 травня 2003 |

| Тепліце   | 1:0      | Яблонець |
| --------- | -------- | -------- |
| Гунал 32' | Протокол |          |

| Стадіон Евжена Рошицького, Прага Глядачів: 5 833 Арбітр: Любомир Пучек |